# Most składany

Most składany

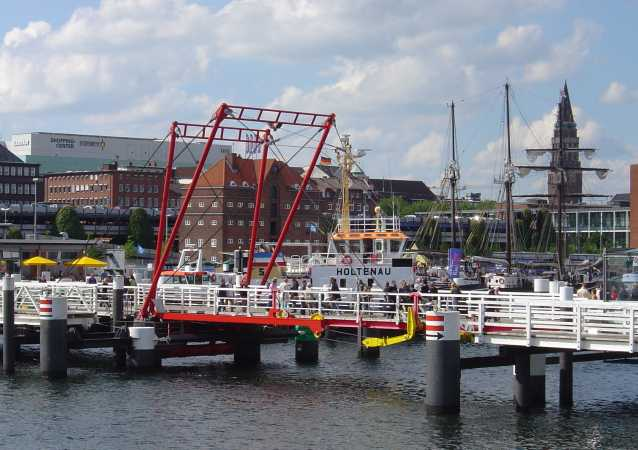
Hörnbrücke w Kilonii

Most składany – rodzaj mostu ruchomego, w którym kilka przęseł jest składanych względem siebie w celu umożliwienia przepłynięcia statków i innych jednostek pływających.
Przykładem mostu składanego jest most Hörnbrücke w Kilonii w niemieckim landzie Szlezwik-Holsztyn. Można go opisać jako trójprzęsłowy most zwodzony, który składa się w kształt litery N (lub И).